# Türk Telecom GSK
El Türk Telecom GSK, conocido erróneamente como Türk Telecomspor, fue un equipo de fútbol de Turquía que jugó en la Superliga de Turquía, la primera división de fútbol en el país.

## Historia
Fue fundado en el año 1954 en la capital Ankara con el nombre PTT como un club multideportivo que forma para de la institución Turk Telecom, el cual está representado también en baloncesto y voleibol.
En el año 1960 juega por primera vez en la Superliga de Turquía, liga en la que participó por 12 temporadas, la última de ellas en 1972/73 cuando firmó su último descenso de la máxima categoría.
Posteriormente el club tuvo una serie de cambios de categoría, que incluso lo llevaron a jugar desde la segunda división a las divisiones aficionadas, aunque usualmente vagaba entre la segunda y tercera categoría hasta que en la temporada 2010/11 el club finaliza en 15º lugar en el grupo rojo de la TFF Segunda División y la institución Turk Telecom decide cerrar su sección de fútbol debido a que era poco rentable y no daba resultados, aunque la institución continua vigente en sus otras representaciones deportivas.

## Jugadores

### Jugadores destacados
| - Cem Yanik - Alişan Şeker - Onur Demirtaş - Alp Küçükvardar | - Serdar Sinik - Ömer Topraktepe - Aykan Öksüz - Erhan Yıldırım | - Hacı Kalın - Erhan Doğan - Serdar Aydın - Mehmet Tosak |

## Temporadas
- Turkish Super League: 1960–71, 1972–73
- TFF Primera División: 1971–72, 1973–74, 1983–94, 1995–98, 2000–01, 2003–07
- TFF Segunda División: 1974–75, 1994–95, 1998–00, 2001–03, 2007–11
- Turkish Regional Amateur League: 1975–83